# بیربوم ام اورسباخ
بیربوم ام اورسباخ (به آلمانی: Bierbaum am Auersbach) یک منطقهٔ مسکونی در اتریش است که در زودوست‌اشتایرمارک واقع شده‌است. بیربوم ام اورسباخ ۵٫۱۸ کیلومتر مربع مساحت دارد ۲۹۶ متر بالاتر از سطح دریا واقع شده‌است.